# Tamago kake gohan
El tamago kake gohan (卵かけご飯, ‘salsa d'ou sobre arròs'), abreujat tamago gohan, és un popular esmorzar japonès consistent en arròs bullit cobert o barrejat amb ou cru i opcionalment salsa de soia. De vegades s'usa ou batut, i de vegades sense batre. Algunes vegades se n'empra només el rovell.

## Característiques
El plat també es coneix al Japó com tamago bukkake gohan (bukkake significa ‘esquitxat’), tamago bukkake meshi (meshi significa ‘arròs'), tamago gohan, o simplement tamago kake. Tamago (‘ou’) es pot escriure 玉子, com a alternativa al caràcter únic 卵.
No hi ha una forma correcta de fer aquest plat quotidià. L'arròs pot ser fred, acabat de bullir o reescalfat; l'ou pot trencar-se directament en el bol d'arròs (abans o després de posar arròs), o batre's en un bol separat per endavant. Alguna gent fa un forat en la pila d'arròs per posar l'ou a dins.
El rovell d'ou conté nivells més que suficients de biotina per compensar els alts nivells de avidina de la clara d'ou crua, que s'enllaça amb la biotina de la vitamina B, evitant la seva absorció i causant una potencial deficiència si el rovell no es consumeix amb la clara.

## Mètode de preparació

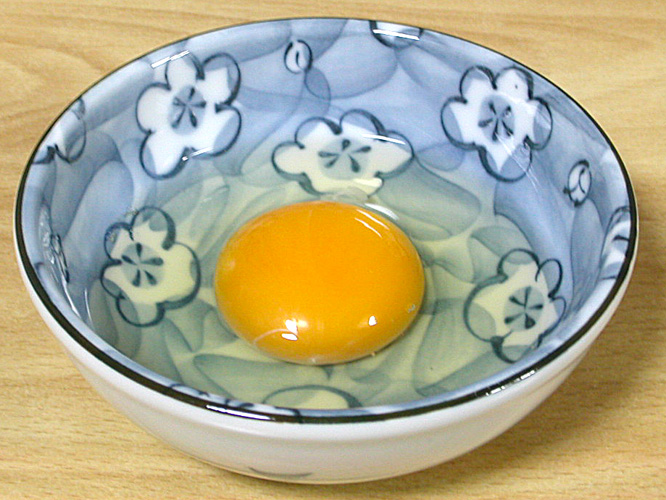
1. Poseu un ou fresc en el Kobachi (小 鉢, un recipient petit).
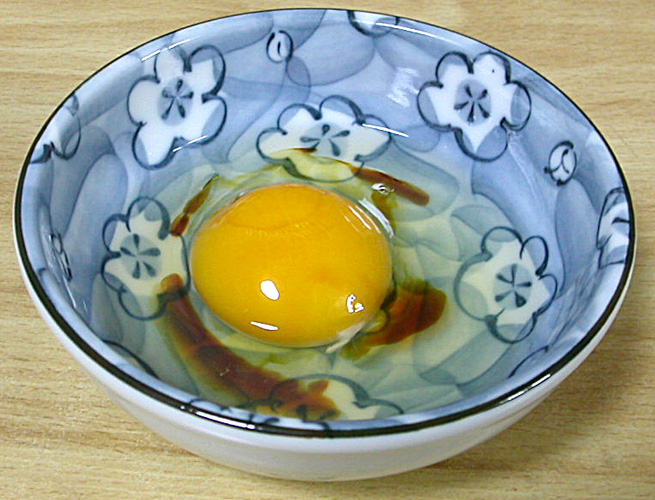
2. Aboqueu la quantitat desitjada de salsa de soia en el Kobachi.
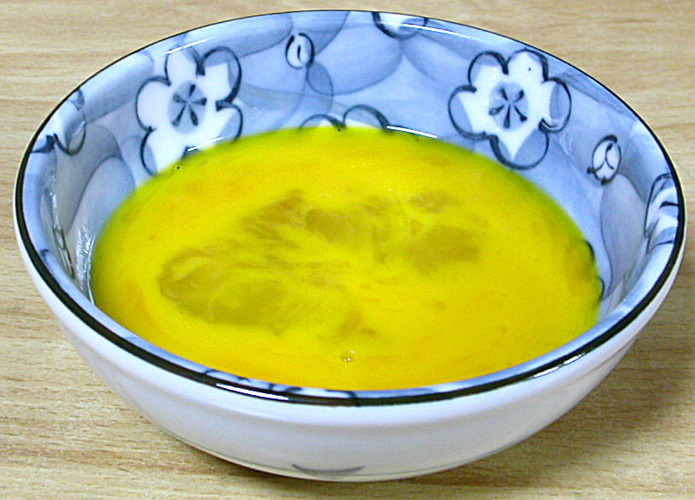
3. Barregeu la salsa d'ou i soia junts, si la salsa de soia fa que la barreja siguia una mica negre no és cap problema.
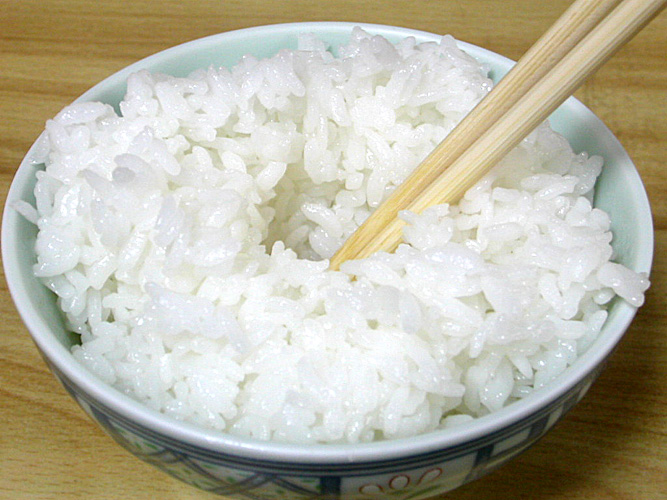
4. Caveu un forat al centre de l'arròs cuit al Chawan (茶碗, un plat d'arròs) amb els bastonets.
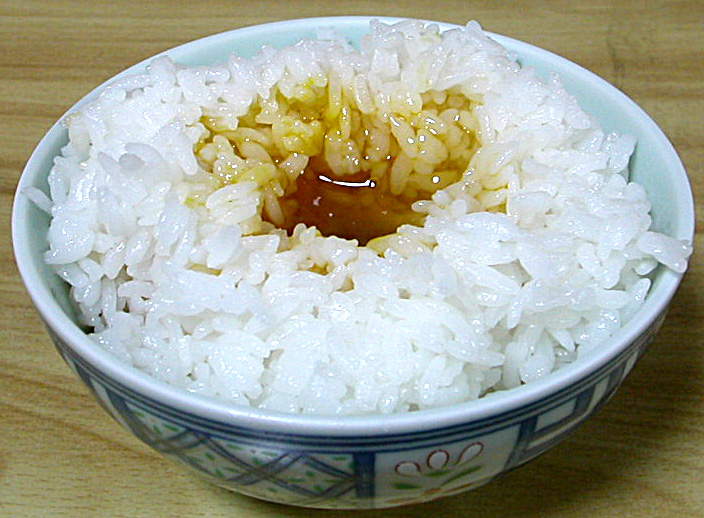
5. Aboqueu la barreja de salsa d'ou i de soia en el forat.
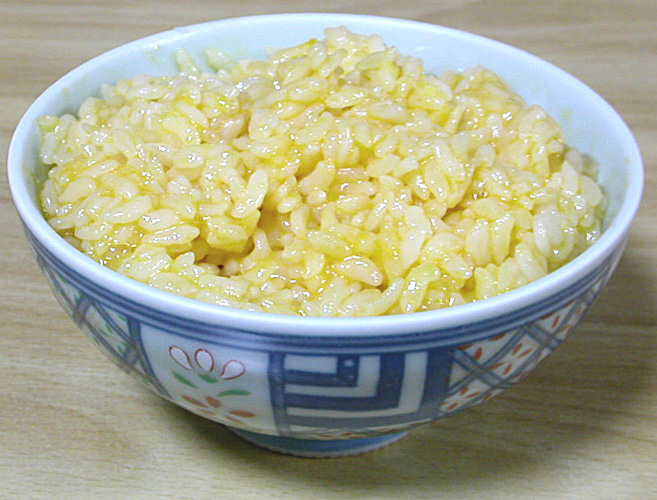
6. Agiteu la barreja en l'arròs. L'arròs pren un color daurat.